# Woon Sze Mei
Woon Sze Mei (* 18. September 1977) ist eine malaysische Badmintonspielerin.

## Karriere
Woon Sze Mei siegte 1998 und 1999 bei den Malaysia International, 2001 und 2002 gewann sie dort Silber. 1997 und 1999 nahm sie an den Südostasienspielen teil, 1998 an den Commonwealth Games und 1999 an der Badminton-Weltmeisterschaft.

## Referenzen
- Woon Sze Mei beim Badminton-Weltverband

| Personendaten    | Personendaten                  |
| ---------------- | ------------------------------ |
| NAME             | Woon, Sze Mei                  |
| KURZBESCHREIBUNG | malaysische Badmintonspielerin |
| GEBURTSDATUM     | 18. September 1977             |